# TvOS
tvOS (dawniej znany jako Apple TV Software) – system operacyjny opracowany przez Apple Inc. dla odtwarzaczy multimedialnych tej firmy z serii Apple TV. W pierwszej generacji Apple TV oprogramowanie Apple TV było oparte na systemie MacOS X. Począwszy od drugiej generacji, jest oparty na systemie operacyjnym iOS i ma wiele podobnych struktur, technologii i koncepcji.
Urządzenie Apple TV drugiej i trzeciej generacji mają kilka wbudowanych aplikacji, ale brakuje obsługuje aplikacji innych firm. 9 września 2015 roku na imprezie medialnej firma Apple ogłosiła czwartą generację Apple TV, z obsługą aplikacji dostarczanych przez inne firmy. Wraz z czwartą generacją urządzeń pojawił się system tvOS 9.0. Apple zmieniło nazwę systemu operacyjnego Apple TV na tvOS, przyjmując nomenklaturę zapisu camelCase, której używali w innych systemach operacyjnych: iOS i watchOS.